# René Arthaud
Pour les articles homonymes, voir Arthaud.
René Fernand Arthaud, né le 20 septembre 1915 à Marseille et mort le 21 juillet 2007 à Paris 15e, est un homme politique français, membre de l'Assemblée nationale constituante, député du Vaucluse de 1946 à 1951 et ministre de la Santé publique du 24 juin au 16 décembre 1946.

## Biographie
René Arthaud  était le fils de Jeanne Ravel et Eli Rodolphe Arthaud, originaire d'Orpierre (Hautes-Alpes), qui fut conseiller général radical de ce canton, adjoint au maire de Gap et président du conseil général des Hautes-Alpes. À l'issue de ses études secondaires à Gap, Marseille et Paris, René Arthaud opte pour la pharmacie et sort diplômé de la faculté de Marseille en 1941. Mais, dès l'âge de 19 ans, en 1934, il avait adhéré à l'Union fédérale des étudiants et aux jeunesses communistes et occupé les fonctions de délégué au congrès mondial des étudiants à Bruxelles. En 1936, il devient membre du Parti communiste et rédacteur au journal Rouge-Midi.
Mobilisé en 1939 à l'hôpital de Bar-le-Duc, il se trouve à Laon le 10 mai 1940. Après la défaite et la démobilisation, il achève ses études et reprend la lutte clandestine à Avignon où il s'est établi comme pharmacien. René Arthaud organise le Front national dans le Vaucluse et représente le parti communiste au comité départemental de libération.

## Carrière politique
Le 25 août 1944, il est désigné comme adjoint au maire d'Avignon, fonctions qui lui seront confirmées après les élections municipales d'avril 1945. Aux élections d'octobre 1945 à la première Assemblée nationale constituante, René Arthaud conduit la liste du parti communiste et recueille 36 578 voix, contre 37 974 à la liste socialiste (qui a deux élus) et 26 126 à la liste MRP (un élu).
Au cours de ce premier mandat, René Arthaud appartient à la Commission de la famille, de la population et de la santé publique ainsi qu'à celle du ravitaillement. À ce titre, il rédige plusieurs rapports sur des propositions de loi intéressant la profession de pharmacien, l'enseignement pharmaceutique ou les préparateurs en pharmacie. Le 30 décembre 1945, il prend part à la discussion générale du budget du ministère de la Santé dont il critique certaines orientations : accent excessif mis sur la population au détriment de la prophylaxie, subventions trop systématiques aux œuvres privées, notamment confessionnelles.
Aux élections à la seconde Assemblée nationale constituante, René Arthaud conduit à nouveau la liste communiste, qui obtient un score presque identique (36 339 voix) devançant, cette fois, la liste de la SFIO (31 044 voix), la liste radicale (28 845 voix) et la liste MRP (24 587 voix). Il appartient aux mêmes Commissions que dans l'Assemblée précédente et accède aux fonctions de ministre de la Santé publique dans le Gouvernement de Georges Bidault, du 24 juin au 16 décembre 1946. La brièveté de ce ministère ne lui permet guère d'intervenir dans les débats.
Le 10 novembre 1946, lors des élections législatives, il améliore encore son résultat électoral avec 39 877 suffrages contre 31 270 aux radicaux, 24 804 aux socialistes et 22 022 au MRP. René Arthaud retrouve ses fonctions de commissaire à la famille et à la population et est élu vice-président de cette Commission. Mais au cours de la législature, il diversifie ses compétences : il fait partie de la Commission des affaires étrangères et de celle des territoires d'outremer. À ce titre, il est nommé membre de la Commission chargée de l'enquête sur les incidents survenus en Côte d'Ivoire (9 mai 1950).
Pendant la législature, René Arthaud est un parlementaire particulièrement actif. Il ne dépose pas moins de trente-deux propositions de loi ou de résolution, certaines concernant son département, le Vaucluse (par exemple, des demandes de subventions aux manifestations artistiques du théâtre antique d'Orange ou des aides aux agriculteurs sinistrés) bien que la plupart touche à la santé publique ou à la pharmacie (statut du personnel hospitalier, création de la Société des produits biochimiques, etc.). René Arthaud intervient aussi très souvent en séance, notamment comme rapporteur de la Commission de la famille. Le 6 mars 1947, il s'inquiète, par exemple, des charges excessives pesant sur la sécurité sociale naissante. Le 17 juillet suivant, il procède à un examen critique minutieux du budget de la santé et attribue le chiffre excessif de la mortalité infantile à l'insuffisance des dépenses de prévention. Le 5 décembre 1947, alors que le parti communiste est passé dans l'opposition, René Arthaud participe à la discussion de l'interpellation du gouvernement à la suite des incidents qui ont fait trois morts à Valence au cours d'une manifestation de grévistes ; il dénonce à son tour le comportement des forces de l'ordre contre les grévistes d'Avignon et du Vaucluse. Ce harcèlement se poursuit le 10 juin 1948 lorsqu'il s'en prend au décret Poinso-Chapuis qui, selon lui, rétablit de manière déguisée les subventions aux écoles privées qui existaient sous le gouvernement de Vichy. René Arthaud plaide en même temps pour la défense de l'école laïque. Le 30 juillet suivant, il critique de nouveau le budget du ministère de la Santé qui avantagerait la direction générale de la population par rapport à la direction générale de la santé.
Mais, à partir du 19 août 1948, les interventions les plus importantes de René Arthaud dans les débats sont consacrées à la dénonciation de la politique atlantiste du gouvernement (plan Marshall) et à la guerre d'Indochine. Le 22 décembre 1949, lors de la discussion générale du budget, il s'en prend, en termes très durs, à l'« exploitation coloniale ». Il revient à la charge sur le même sujet le 28 janvier 1950, lors de la discussion du projet de loi réglant les rapports entre la France et les nouveaux états associés d'Indochine. Il rend hommage à la lutte du Vietminh et conclut en demandant la reconnaissance de la République démocratique du Viêt Nam, son indépendance et le retrait du corps expéditionnaire. Cette intervention aboutit le même jour à un incident qui l'oppose au député socialiste du Vaucluse, Charles Lussy.
Au mois de février de la même année, René Arthaud dépose une demande d'interpellation sur la politique de provocation menée, selon lui, par le Gouvernement contre les dirigeants du Rassemblement démocratique africain. C'est de nouveau l'occasion d'une discussion polémique sur le colonialisme français en Afrique qui l'oppose au ministre de la France d'outremer. Les événements de la fin de la législature lui fournissent maints autres sujets pour renouveler ses attaques contre "l'impérialisme américain" ou la politique coloniale de la France : par exemple, le 22 novembre 1950, lors dune interpellation qui suit des revers français dans le delta tonkinois, il souligne la démoralisation du corps expéditionnaire et réclame la paix immédiate, ou encore le 27 novembre suivant, lors de la discussion du projet de code du travail outremer, il dénonce les nombreux abus dont souffrent, selon lui, les travailleurs des colonies.
Aux élections du 17 juin 1951, René Arthaud dirige une fois encore la liste communiste et recueille 39 258 voix. En dépit de la stabilité de sa liste, il est victime du système des apparentements et c'est un radical qui obtient le quatrième siège du département à son détriment.
En compensation, le parti communiste le fait nommer conseiller de l'Union française, fonction à laquelle ses interventions sur les problèmes d'outremer l'ont préparé. Il ne siège dans cette assemblée que du 9 octobre 1952 au 13 janvier 1953 : les instances de son parti le contraignent à donner sa démission pour avoir soutenu des thèses trop proches de celles des socialistes. Dès l'été 1952, il avait également quitté le poste de directeur du périodique communiste La Renaissance du Vaucluse. Il abandonne alors la vie politique.
Il créa la pharmacie du Landy à Aubervilliers dans les années 1960, puis une autre pharmacie-laboratoire à Sarcelles.
Retraité, Professeur de Yoga il vécut à Apt, au milieu des années 1980 puis revint à Paris après le décès de son épouse en 1991.